# Walnut Hill (Illinois)
Walnut Hill és una població dels Estats Units a l'estat d'Illinois. Segons el cens del 2000 tenia 109 habitants.

## Demografia
Segons el cens del 2000, Walnut Hill tenia 109 habitants, 45 habitatges, i 30 famílies. La densitat de població era de 113,7 habitants/km².
Dels 45 habitatges en un 48,9% hi vivien nens de menys de 18 anys, en un 37,8% hi vivien parelles casades, en un 20% dones solteres, i en un 33,3% no eren unitats familiars. En el 31,1% dels habitatges hi vivien persones soles el 28,9% de les quals corresponia a persones de 65 anys o més que vivien soles. El nombre mitjà de persones vivint en cada habitatge era de 2,42 i el nombre mitjà de persones que vivien en cada família era de 2,9.
Per edats la població es repartia de la següent manera: un 33% tenia menys de 18 anys, un 5,5% entre 18 i 24, un 35,8% entre 25 i 44, un 11% de 45 a 60 i un 14,7% 65 anys o més.
L'edat mediana era de 33 anys. Per cada 100 dones de 18 o més anys hi havia 58,7 homes.
La renda mediana per habitatge era de 21.250 $ i la renda mediana per família de 30.625 $. Els homes tenien una renda mediana de 26.250 $ mentre que les dones 15.417 $. La renda per capita de la població era de 9.025 $. Cap de les famílies i el 3,9% de la població estaven per davall del llindar de pobresa.

## Poblacions més properes
El següent diagrama mostra les poblacions més properes.